# Chiesa dei Santi Pietro e Paolo (Casalino)
La chiesa dei Santi Pietro e Paolo è la parrocchiale di Casalino, in provincia e diocesi di Novara; fa parte dell'unità pastorale di Novara Sud-Ovest.

## Storia
Il primo luogo di culto di Casalino fu la pieve di San Pietro, ubicata presso il cimitero; dal XVII secolo è attestata l'esistenza, in paese, anche di una chiesa intitolata alla Vergine Annunciata, dotata di quattro altari e sede della parrocchia, come dichiarato in un atto del 1677.
Nel 1819 essa fu ridedicata alla Beata Vergine del Carmelo; nel 1830 la comunità casalinese, in accordo con la confraternita del Santissimo Sacramento e con i fabbricieri, decise di edificare una nuova parrocchiale.
La prima pietra della costruenda chiesa, designata da Luigi Cerasoli, venne posta il 7 novembre 1841; la costruzione, seguita in prima persona dai fedeli e sostenuta economicamente dal conte Michele Angelo Leonardi, fu portata a termine nel 1844, mentre il presbiterio venne completato nel 1848.
Il pavimento fu interessato da un rifacimento nel 1906 e negli anni successivi l'interno dell'edificio venne decorato.

## Descrizione

### Esterno
La facciata a salienti della chiesa, rivolta a sudovest e preceduta dal pronao tetrastilo le cui colonne tuscaniche sorreggono il fregio, abbellito da metope e triglifi, e il timpano, è caratterizzata dai tre portali d'ingresso e da due finestre a mezzaluna e coronata dal frontone triangolare.
Annesso alla parrocchiale è il campanile a pianta quadrata, suddiviso da cornici marcapiano in più registri; la cella presenta su ogni lato una monofora ed è coronata dalla guglia poggiante sul tamburo a base ottagonale.

### Interno
L'interno dell'edificio custodisce diverse opere di pregio, tra le quali l'organizzazione, costruito nel 1924 dalla ditta monzese Aletti, i due dipinti ritraenti San Pietro e San Paolo, eseguiti da Andrea Miglio, la statua della Vergine Maria, intagliata da Francesco Sella, l'altare maggiore, costruito da Luigi Orelli, e la pala raffigurante la Madonna del Rosario.